# Kunwar Digvijay Singh
Kunwar Digvijay Singh (Barabanki, 2 februari 1922 - Lucknow, 27 maart 1978) was een Indiaas hockeyer.
Singh won met de Indiase ploeg tweemaal de olympische gouden medaille.
In 1972 coachte Singh India naar de bronzen medaille.

## Resultaten
- 1948  Olympische Zomerspelen in Londen
- 1952  Olympische Zomerspelen in Helsinki